# La Fontaine pétrifiante
La Fontaine pétrifiante (titre original : The Affirmation) est un roman science-fiction de l'écrivain britannique Christopher Priest publié au Royaume-Uni en 1981 et en France la même année.
Sur son blog l'auteur en parle comme d'un lien entre ses livres précédents et ceux à venir ; il considère que ce roman éclaire le reste de sa production et ajoute qu'il est le premier à utiliser l'Archipel du Rêve comme décor.

## Résumé
Peter Sinclair souffre du chômage et de la rupture d'une longue relation sentimentale. Il cherche à échapper de ce qu'il perçoit comme le passage dans la marginalité sociale en créant un univers de fiction. Dans ce monde, il a gagné à la loterie de l'Archipel du Rêve et peut suivre un traitement médical complexe permettant d'accéder à l'immortalité.
Au fil de l'écriture, Peter Sinclair se rend compte que ses deux identités, réelle et dans la fiction, commencent à fusionner. Ou est-ce qu'il vit des hallucinations visuelles et auditives à porter au compte de la schizophrenie. À la fin, il n'est plus possible de savoir quel monde est réel et lequel est imaginaire.

## Éditions
- The Affirmation, Faber & Faber, mai 1981, 213 p.  (ISBN 0-571-11684-1)
- La Fontaine pétrifiante, Calmann-Lévy, coll. « Dimensions SF », 1981, Calmann-Lévy, trad. Jacques Chambon, 264 p.  (ISBN 2-7021-0433-9)
- La Fontaine pétrifiante, Pocket, coll. « Science-fiction » no 5346, mars 1990, trad. Jacques Chambon, 288 p.  (ISBN 2-266-03169-4)
- La Fontaine pétrifiante, Gallimard, coll. « Folio SF » no 128, mars 2003, trad. Jacques Chambon, 370 p.  (ISBN 2-07-042351-4)